# Миорица

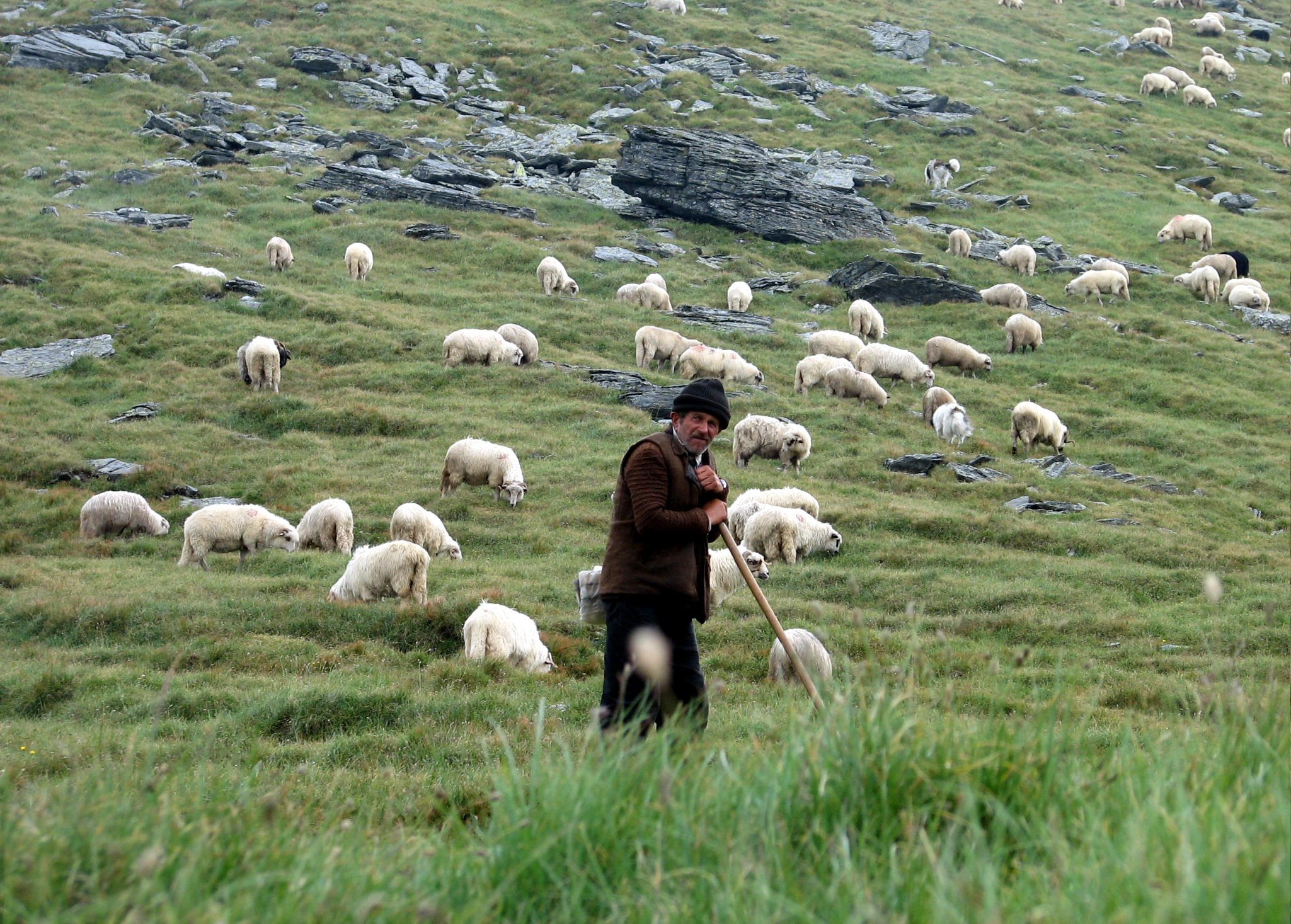
Чабан в горах Румынии

«Миори́ца» (рум. Miorița) — румынская и молдавская пасторальная баллада. Считается одной из вершин румынского и молдавского фольклора. По классификации Джордже Кэлинеску является, наряду с легендами о мастере Маноле, бабе Докии и Збураторе, одним из четырёх фундаментальных румынских мифов. В Трансильвании существует также в форме колинды.

## История

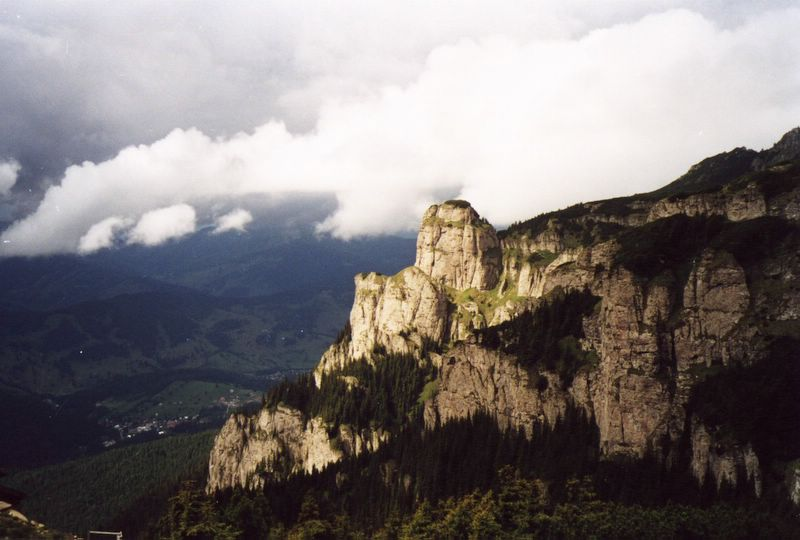
Горный массив Чахлэу

Баллада была записана писателем Алеку Руссо в 1846 году в монастыре Собежа, где он находился в ссылке. Алеку Руссо отправил балладу Василе Александри, который опубликовал её в 1850 году в журнале «Буковина» (номер 11, стр. 51—52). После смерти Руссо Александри записал другой вариант баллады, рассказанный ему в районе горы Чахлэу. Василе Александри изменил текст, напечатанный в 1850 году, и опубликовал «Миорицу» в двух сборниках народной поэзии («Баллады» [Яссы, 1852], стр. 1—6; «Народные стихи румын» [Бухарест, 1866], стр. 1—3).
В 1930 году Ион Диакону записал в районе Вранчи и опубликовал 91 вариант «Миорицы». Известный румынский фольклорист Адриан Фоки издал 930 документов, из которых 702 текста составляют полные версии текстов «Миорицы», 123 — фрагменты и 130 — «данные о распространении». Позже записи баллады проводились более чем в 500 пунктах, было установлено, что вариант «Миорицы» Руссо наиболее распространённый в устной народной традиции. По числу записей Миорица превосходит любое другое произведение румынского фольклора. Так, в фолианте А. Фоки 1964 года «„Миорица“. Типология, бытование, генезис, тексты» есть сведения о 825 записях.
В Трансильвании, кроме баллады, есть колядовая версия «Миорицы». Предполагалось, что баллада произошла от коляды, хотя этот вариант происхождения «Миорицы» был отвергнут. Также в Трансильвании стих баллады семи-восьмисложный, когда в остальных регионах Молдовы и Румынии — пяти-шестисложный.
В настоящее время версия «Миорицы», записанная Александри, распространилась в сельской местности посредством школьных учебников и в некоторых областях полностью вытеснила местные варианты.

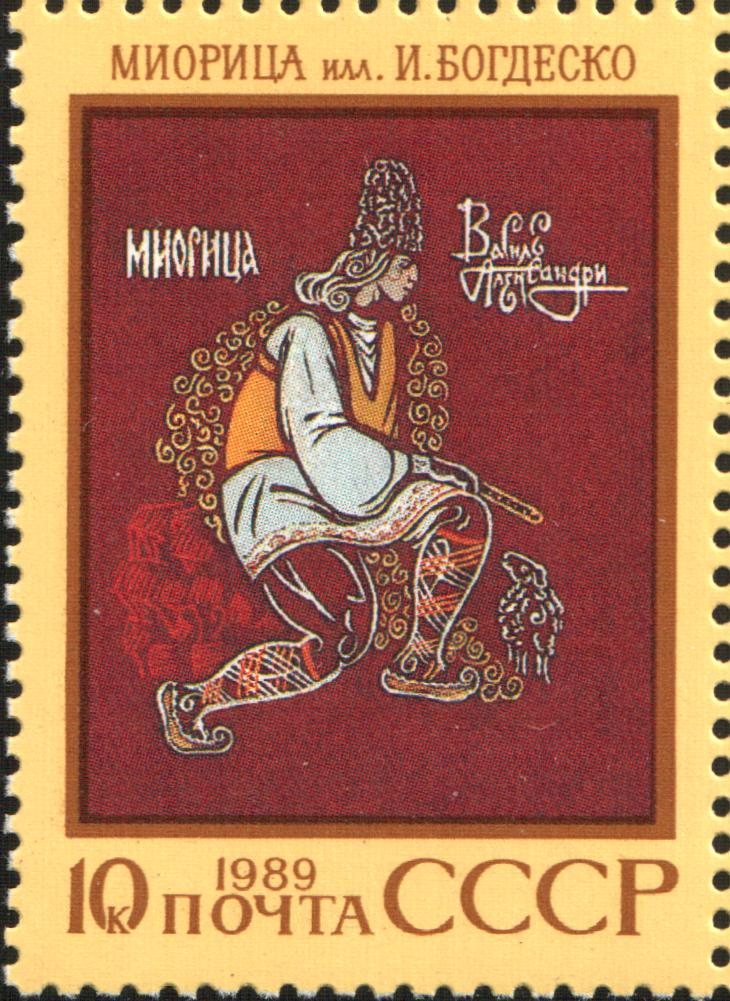
Почтовая марка СССР 1989 года, посвящённая молдавской лирико-эпической балладе «Миорица»

### Происхождение
Факт очень широкого распространения баллады по всей территории Румынии и Молдовы навёл некоторых исследователей на мысль о достаточно древнем её происхождении, благодаря которому у неё было достаточное время, чтобы стать столь широко известной в сельской местности. Однако то, что «Миорица» не появлялась в печати до середины XIX века, обусловило появление теорий о достаточно позднем её появлении. Наиболее широко распространена версия о возникновении «Миорицы» в Средние века.
Используя лингвистический анализ, писатель Дуйлиу Замфиреску в 1909 году пришёл к выводу о сравнительно недавнем происхождении баллады. Однако, это заключение было сделано на основе текста, опубликованного Василе Александри, и не учитывало множество других версий «Миорицы».
Историк Николае Йорга, используя метод исторического анализа, пытался доказать, что «Миорица» возникла в XVIII веке. Взяв за основу письменные источники, он пытался связать балладу с задокументированными пастушьими конфликтами. Но и этот анализ учитывал сравнительно новый вариант Александри.
По мнению филолога и фольклориста Овида Денсушяну, кочевые переходы чабанов с отарами из Молдовы и Ардяла через Вранчу для последующего спуска к южно-дунайским степям на зимовье достигли наибольшей интенсивности в XVI—XVII вв., что было благодатной почвой для баллады на пастушью тематику, такой как «Миорица».
Два исследователя пришли к выводу о появлении «Миорицы» в XV веке, основываясь на диаметрально противоположных посылках. Александру Одобеску в 1861 году опубликовал версию, что в основе баллады лежит древнегреческий фольклор. Изначальная история распространилась из Греции на Балканы и проникла в Дунайские княжества к XV веку, где и закрепилась в народной памяти в форме баллады, существенно отличающейся от оригинальной версии. Ион Мушля относит «Миорицу» к тому же периоду, основываясь на исторических событиях, происходивших в то время на территории современной Румынии.
Историк и писатель Богдан Петричейку Хашдеу в 1875 году высказал версию, что эпизод об «аллегории смерти» был создан в 1350—1450 годы.
Фольклорист Адриан Фоки, проследив эволюцию «Миорицы» с течением времени, и проанализировав различные её аспекты (сезоную миграцию, экономические конфликты, вкрапливание более древних фольклорных элементов и др.) пришёл к выводу о зарождении баллады на молдавско-мунтянском культурном материале в период с экономическими отношениями, свойственными развитому феодализму.
Думитру Каракостя в 1927 году предпринял сравнительный анализ румынских а аромунских вариантов «Миорицы» и пришёл к заключению, что баллада появилась во время сравнительного единства этих романских народов и ещё не столь значительных языковых различий между ними, то есть в конце 1-го тысячелетия нашей эры.
Некоторые исследователи указывают на связь некоторых элементов «Миорицы» с дохристианским периодом. Так композитор и исследователь народной музыки Константин Брэилою в 1946 году опубликовал работу, в которой выдвигал версию происхождения обряда посмертного бракосочетания, упоминающегося в балладе, до широкого проникновения христианства на территорию Румынии. Он также отмечал отсутствие в некоторых версиях баллады мистико-христианских элементов.
Мирча Элиаде поставил под сомнение аргументы Брэилою и обосновал присутствие в «Миорице» так называемого «космического христианства», противопоставляемого им западному христианству, мистическому и догматическому. Но Элиаде не исключал дохристианское происхождение некоторых элементов баллады и указывал на архаизм эпической основы «Миорицы», связанной с ритуальными песнями. Адриан Фоки писал, что в тексте баллады присутствуют очень древние, возможно, дохристианские концепции, и баллада имеет очень глубокие корни.
Таким образом, несмотря на присутствие в «Миорице» более древних элементов, наиболее старые из известных текстов можно отнести к Средним векам.

## Сюжет
Колыбель полей,

Синь — простор над ней,

Льются с гор отары,

Держат путь овчары

По седой тропе,

По сырой траве.

Один молдаванин…
Три чабана (молдаванин, венгр / трансильванец (унгарин) и вранчанин) встречаются вместе со своими отарами. Овечка (Миорица) предупреждает молодого молдавского пастуха, что два других пастуха завидуют его отаре и собакам и поэтому решили его убить. Вместо того, чтобы как-то защитить себя, молодой пастух обращается к овечке и говорит ей свои последние желания. Пастух просит, чтобы овечка сказала, чтобы его похоронили возле своей кошары, где он будет рядом со своими овцами и сможет слышать лай своих собак. Он также просит положить флуеры трёх пастухов у изголовья своей могилы. Ветер будет играть на свирелях, а овцы собираться вокруг и проливать слёзы.
Кроме этого пастух просит, чтобы овечка никому не рассказывала о его убийстве, а рассказала, что он женился на прекрасной принцессе, «невесте мира» («a lumii mireasă»), и во время свадьбы с неба упала звезда, луна и солнце держали свадебную корону, их венчали гигантские горы, а буковые деревья были свидетелями. А если вдруг овечка встретит его старушку-мать в слезах, спрашивающую у всех о «гордом пастухе», она должна рассказать ей только то, что он женился на принцессе несравненной красоты в прекрасной стране на краю рая. Но о том, что во время свадьбы с неба упала звезда, о солнце, луне, горах и буковых деревьях овечка не должна рассказывать матери.

## Исследования
Во времена Василе Александри большинством исследователей поддерживалась пессимистическая интерпретация баллады. Этой же точки зрения придерживался и философ Лучиан Блага, который в своей работе «Миоритическое пространство» (рум. «Spațiul mioritic», 1936), основываясь на анализе «Миорицы» и других произведений румынского народного творчества, утверждал, что «любовь к смерти» является одной из важнейших характеристик румынской народной духовности. Другой вариант — смирение перед смертью и необратимыми событиями, характерный молдавскому и румынскому народам. Некоторые видели в балладе протест против смерти.
Позднее эта точка зрения была опровергнута такими исследователями, как Х. Х. Шталь (H. H. Stahl) и Константин Брэилою, которые интерпретировали «Миорицу» в контексте обрядов посмертного бракосочетания, характерных для многих регионов Румынии. Этот обряд заключался в том, что неженатых погибших молодых людей хоронили, одев в жениха. Но это не выявляет оптимистического начала в балладе. Пастух не может изменить судьбу, но он преображает смерть в мистическую свадьбу космических масштабов, что позволяет ему восторжествовать над своей судьбой. Символы, присутствующие в «Миорице», берут начало от ритуалов и верований, связанных с посмертными бракосочетаниями, и в балладе они доведены до художественного совершенства.
Среди историков распространено мнение, что баллада «Миорица» датируется XII—XIII веками и является одним из старейших источников, удостоверяющих появление этнонима «молдаванин».

## Переводы
«Миорица» была переведена на несколько языков. Первый перевод был сделан Жюлем Мишле на французский язык и опубликован в 1854 году в Париже. Как и большинство шедевров народного творчества, эту балладу очень трудно перевести в поэтической форме, так как многие образы теряют своё изначальное значение при переложении на другой язык.
В сборнике «Miorița străbate lumea» опубликовано 123 перевода баллады и колинды, из которых 18 переводов на французский язык, 15 — на итальянский, 14 — на немецкий, 9 на английский и 8 на русский. Кроме того есть переводы на польский, словенский, сербский, украинский, греческий, литовский, венгерский, японский и арабский языки.
- «Миорица» на русском языке
- «Миорица» на английском языке
- «Миорица» на немецком языке

## Память

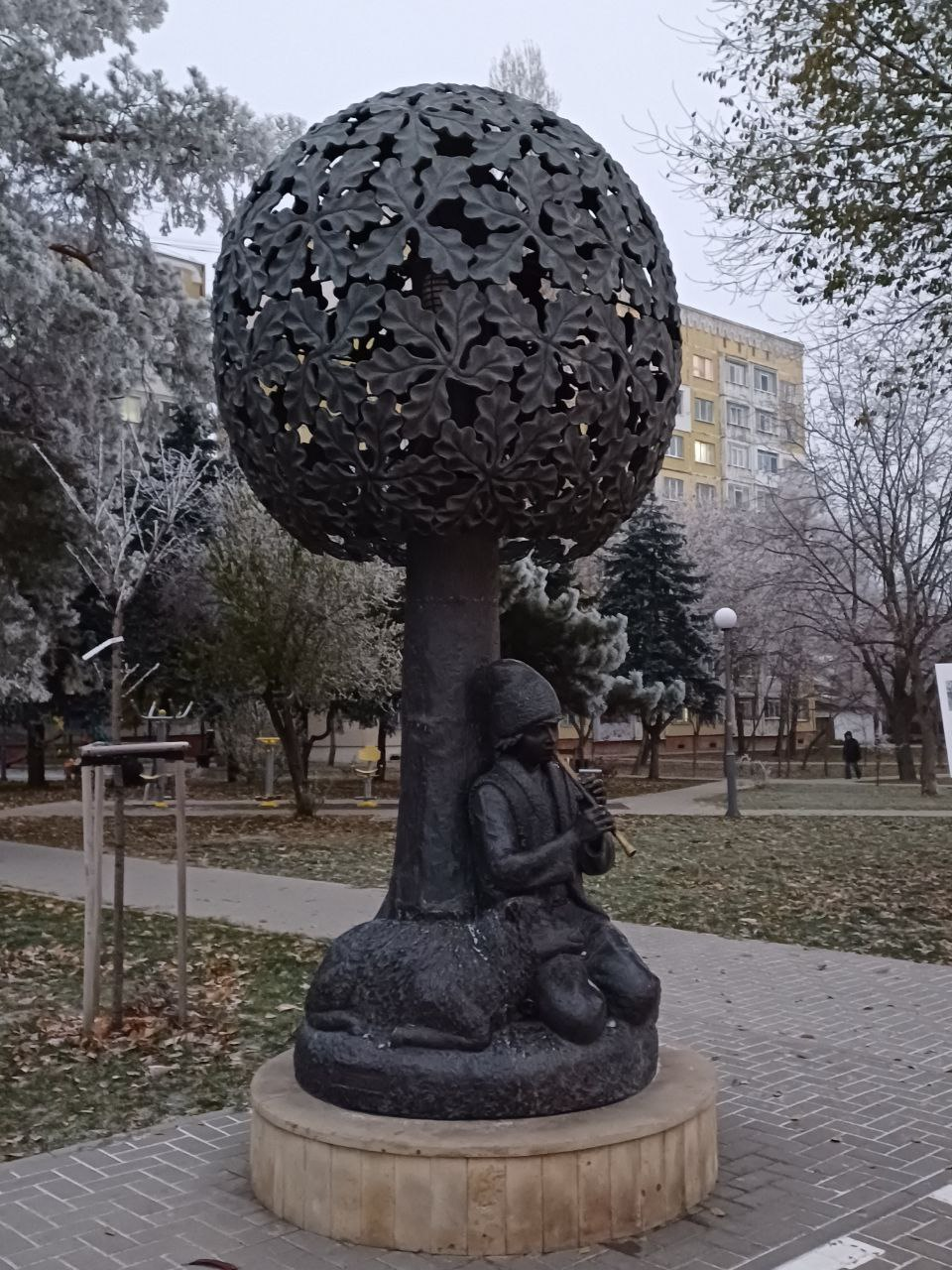
Памятник Миорице в Кишинёве

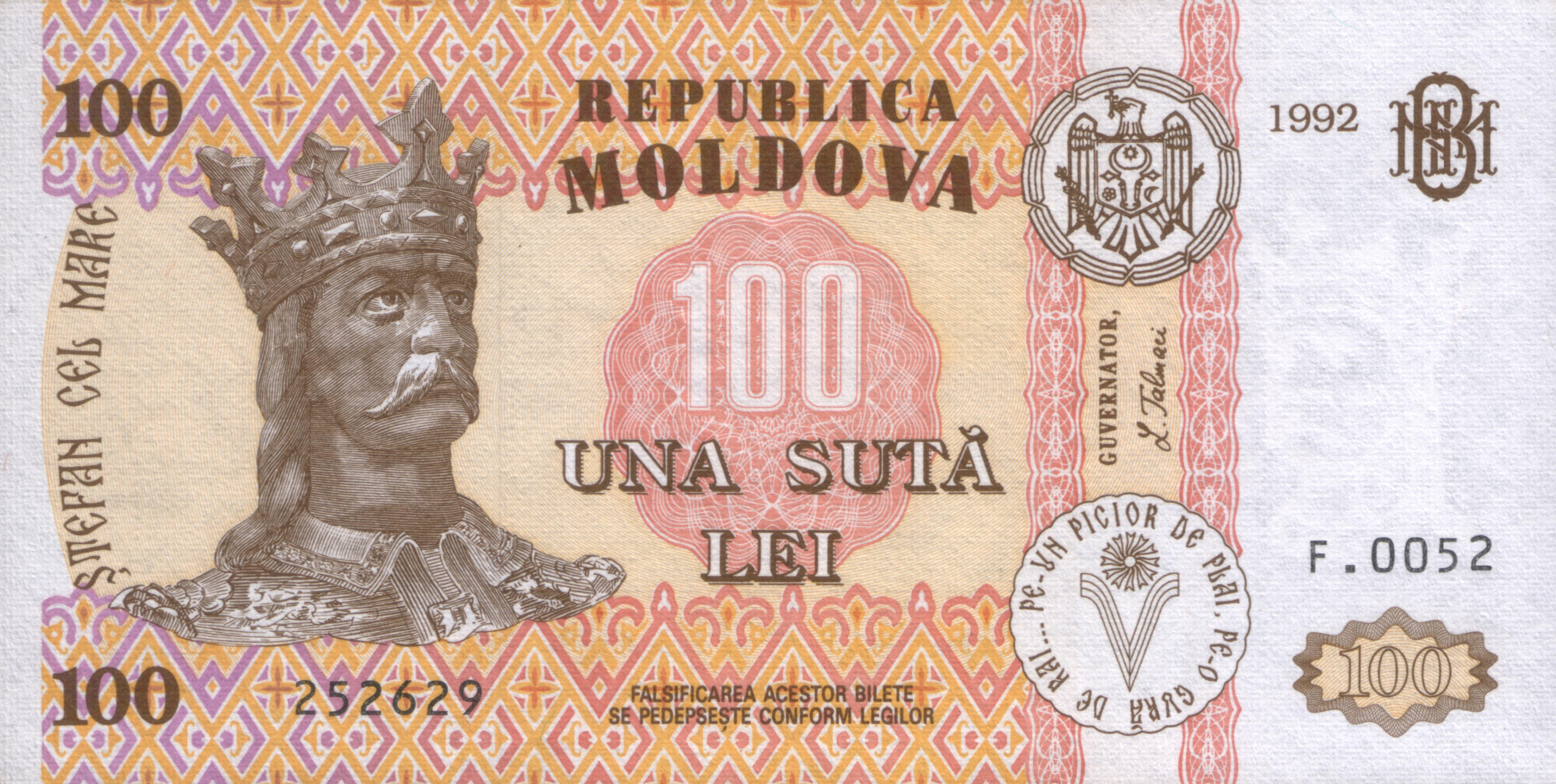
Две строки из «Миорицы» внутри белого круга на купюре в 100 лей

В Кишенёве в секторе Центр в микрорайоне Телецентр есть улица Миорица, на которой в начале марта 2022 года был установлен памятник, изображающий пастуха, играющего на дудочке под деревом, на колене которого отдыхает овца Миорица. Автором памятника «Миорица» является молдавский скульптор Вячеслав Жиглицкий.
Две строки из «Миорицы» находятся на купюре в 100 молдавских лей.

## В популярной культуре
В 2004 году известная молдавская группа Zdob și Zdub записала песню «Миорица», попавшую в российский релиз альбома «450 овец»; в текст вошёл не весь текст баллады (есть русская и молдавская версия, на последнюю снят видеоклип), исполняется на ремейк более раннего мотива Ciobăneasca из альбома Tabara Noastra.
В версии песни из видеоклипа сама песня исполняется на румынском языке, но во время припева хор женщин также использует английский язык.
Паша Парфений, представлявший Молдову на музыкальном конкурсе Евровидение 2023 с композицией «Soarele şi Luna», использовал отсылки к балладе.